# نوكيا E61

## مواصفات عامة عن E61
- شبكات جي إس إم 850/900/1800/1900 وشبكات WCDMA 2100 (الجيل الثالث 3GPP إصدار رقم 99) في أوروبا، أفريقيا، آسيا الباسيفيك، أمريكا الشمالية وأمريكا الجنوبية حيث يتوفر الدعم *لهذه الشبكات.
- تنقل آلي بين الموجات.
- أنظمة التشفير: AMR، FR، EFR وNB-AMR.

## الحجم
- الوزن: 144 غ (مع بطارية نوكيا BP-5L).
- المقاسات: 117 × 69,7 × 14 مم، 108 سم3.
- التصميم: قطعة واحدة.

## وظائف الذاكرة
- ذاكرة مستعمل ثابتة تصل سعتها إلى 64MB.
- ذاكرة موسّعة: بطاقة miniSD قابلة للتبديل الفوري سعة 64MB.

## الشاشة
- شاشة حيوية بالخلايا.
- تدعم حتى 16 مليون لون.
- قابلية تعديل مستوى وضوح ونقاء الشاشة.
- جهاز استشعار الضوء المحيط للتحكم في إضاءة لوحة المفاتيح.

## الإبحار
- زرا تحكم رئيسيان مع آلة تحكم بخمسة اتجاهات للبحث، يمكن استعمال زر التشغيل لاستعراض *المميزات الجانبية.
- زران رئيسيان على اليمين والأمام والخلف واليسار قابلان للضبط.
- أسلوب الإدخال: لوحة مفاتيح كاملة.
- بقاء حيوي في وضع الانتظار يسمح للمستعمل بضبط بسبعة تطبيقات لدخول سريع.
- سيمبيان operating system OS 9.1.
- S60 software on سيمبيان.

## البريد الإلكتروني والرسائل
- Email client لربط البريد الإلكتروني الشخصي والبريد الإلكتروني الخاص بالعمل.
- يدعم بروتوكولات بوب  [لغات أخرى]‏، بروتوكول الوصول إلى رسائل الإنترنت (مع صيغة وضع الانتظار)، بروتوكول إرسال البريد البسيط وMS Active Sync.
- ضبط الأوضاع عبر OMA client provisioning 1.1، إدارة حقوق المحتويات الرقمية.
- دعم برامج البريد الإلكتروني لمصنعين آخرين: ربط البريد الإلكتروني بلاك بيري، تقنية البريد الإلكترونيVisto وSeven Always-On Mail1.
- أنظمة مشاهدة وتعديل المرفقات تدعم المميزات المعروفة لـ Microsoft Word، PowerPoint وExcel (Microsoft Office 97/2000/XP/2003). يتلائم معZip Manager وAdobe Reader

برامج الرسائل الفورية (Yahoo، AOL وOMA).
- لائحة توزيع لرسائل SMS.
- قد يعتمد توفر بعض المميزات على حل البريد الإلكتروني المستخدم. مثلاً: بريد إلكتروني، نظام بحث ومزامنة.
- يتوفر Adobe Reader وZip Manager في البطاقة الإعلامية المتعدّدة MMC.

## الربط
- السطح البيني ™Pop-Port.
- فتحة USB عالية السرعة بدعم من ™Pop-Port.
- مزامنة مباشرة محلياً وعن بُعد عبر التكنولوجيا اللاسلكية بلوتوث، الأشعة تحت الحمراء وسلك USB.
- Bluetooth wireless technology 1.2.
- مشاهدة حيوية للفيديو والملفات السمعية (3GPP وRealMedia: Real Video & Real Audio)

WCDMA (3GPP Release 99).
- ربط متعدد الاستعمالات.
- يمكن أن تتشارك العديد من التطبيقات في ربط WLAN في نفس الوقت.
- إمكانية استخدام WLAN، التكنولوجيا اللاسلكية Bluetooth، سلك USB والأشعة تحت الحمراء في نفس الوقت.
- توفير حد أقصى 6 أوضاع ربط عبر التكنولوجيا اللاسلكية Bluetooth في الوقت ذاته. ملاحظة: ربط لاسلكي سمعي واحد فقط مع Bluetooth.

## إدارة الاتصالات
- ميزة «اضغط لتتكلم».
- اتصالات RFRFRGNRNRGNRGNRGNRFالإنترنت عبر WLAN.
- الاتصال FRبوRRRFGاسطة الصوت.
- الاتصال السريع: حتى 8 أسماء.
- إعادة طلب آخر رقم آلياً (حد أقصى 10 محاولات).
- اتصال في وضع الانتظار، تحويل الاتصال ومؤقت للاتصال.
- اختيار آلي ويدوي للشبكة.
- تعريف هوية المتصل مع صورة.
- يظهر اسم المتصل (إظهار هوية الشخص المتصل) مصحوباً بنغمة الرنين. يتم تشغيل وإلغاء هذه الوظيفة من خلال ضبط أوضاع المميزات الجانبية.
- تحديد أرقام ثابتة للاتصال، يسمح فقط بالاتصال بأرقام محددة مسبقاً.
- إجراء مكالمة جماعية (حتى 6 مشاركين).
- تنبيه بالذبذبة.
- مكبر صوت مدمج للتكلم الحر0

## مميزات أخرى مفيدة
- مختصرات شخصية.
- مميزات جانبية قابلة للتعديل.
- ساعة منبه.
- مشغل مRRوسيقى (MP3/AAC).
- دفتر ملاحظات لتدوين الملاحظات القصيرة.
- قفل آلي للمفاتيح.
- آلة حاسبة.

## المصدر
موقع نوكيا